# Сан-Теодоро (титулярная диакония)
Титулярная диакония Сан-Теодоро (лат. Diaconia Sancti Theodori) — упразднённая титулярная церковь, которая была создана около 678 года Папой Агафоном, одна из первых семи диаконий. Оно находилось в X районе Рима. В 1587 году диакония была упразднена Папой Сикстом V, но 2 декабря 1959 года апостольской конституцией «Siquidem sacrae» Папа Иоанн XXIII восстановил её. В 2004 году церковь Сан-Теодоро-аль-Палатино была передана Православной Церкви, поэтому диакония была упразднена Папой Иоанном Павлом II. Диакония принадлежала церкви Сан-Теодоро, расположенной вдоль древней дороги (виа Сан-Теодоро), которая проходит по северо-западным склонам Палатинского холма от Форума до Большого цирка и Бычьего форума.

## Список кардиналов-дьяконов и кардиналов-священников титулярной диаконии Сан-Теодоро

### Титулярная диакония до 1587 года
- Бенедикт — (январь — сентябрь 972);
- Роберто — (около 1073 — до 1099);
- Бобоне — (1099 — около 1117);
- Эррико, O.S.B. — (около 1117 — ?);
- Гуалтьеро — (1120 — конец 1121 или в любом случае до 1125);
- Уго Джеремеи — (1125 — около 1129, до смерти);
- Матфей — (1129 — 1130, до смерти);
- Альберто Теодоли — (1130 — 1155, до смерти);
- Ардичио Риволтелла — (декабрь 1155 — 1186, назначен кардиналом-священником Сан-Кризогоно);
- Уго Джеремеи — (31 мая 1186 — 1188, до смерти);
- Джованни Малабранка — (12 марта 1188 — 1192, до смерти);
- Бобоне ди Сан-Теодоро — (декабрь 1192 или 20 февраля 1193 — 9 октября 1199, до смерти);[1]
  - вакантно (1199—1205);
- Грегорио Крешенци — (1205 — 1230, до смерти);
  - вакантно (1230—1316);
- Джованни Гаэтано Орсини — (17 декабря 1316 — 27 августа 1335, назначен кардиналом-священником Сан-Марко);
  - вакантно (1335—1468);
- Теодоро Палеолого ди Монферрато — (27 апреля 1468 — 21 января 1484, до смерти);
  - вакантно (1484—1492);
- Федерико Сансеверино — (26 июля 1492 — 1 мая 1510, назначен кардиналом-дьяконом Сант-Анджело-ин-Пескерия), in commendam (1 мая 1510 — 17 мая 1511);
- Альфонсо Петруччи — титулярная диакония pro hac vice (17 мая 1511 — 22 июня 1517);
- Франческо Пизани — (22 октября 1518 — 3 мая 1527, назначен кардиналом-священником Сан-Марко);
- Никколо Гадди — (3 мая 1527 — 9 января 1545, назначен кардиналом-дьяконом Санти-Вито-э-Модесто-ин-Мачело-Муртирум);
- Андреа Корнаро младший — (9 января 1545 — 27 июня 1550, назначен кардиналом-дьяконом Санта-Мария-ин-Домника);
- Луиджи Корнаро — (4 декабря 1551 — 26 февраля 1561); титулярная диакония pro hac vice (26 февраля 1561 — 21 июня 1564, назначен кардиналом-священником Сан-Марко);
- Толомео Галльо — титулярная диакония pro hac vice (15 мая — 7 сентября 1565, назначен кардиналом-священником Сан-Панкрацио);
- Станислав Гозий — титулярная диакония pro hac vice (7 сентября 1565 — 10 февраля 1570, назначен кардиналом-священником Санта-Приска);
- Джулио Аквавива д’Арагона — (6 сентября 1570 — 21 июля 1574, до смерти).

### Титулярная диакония с 1959 по 2004
- Уильям Теодор Хёрд — (17 декабря 1959 — 18 мая 1970 года); титулярная диакония pro hac vice (18 мая 1970 — 16 сентября 1973, до смерти);
  - вакантно (1973—1979);
- Эрнесто Чиварди — (30 июня 1979 — 28 ноября 1989, до смерти);
  - вакантно (1989—1994);
- Винченцо Фаджоло — (26 ноября 1994 — 22 сентября 2000, до смерти);
  - вакантно (2000—2004).

Титулярная диакония упразднена в 2004 году.